# Тохаристан
Тохаристан е историческа област в Централна Азия, на територията на днешните Таджикистан, Афганистан и Узбекистан.
Тохаристан обхваща земите между Тяншан, Памир и Хиндукуш, а на запад е отворен към пустинните области на Средна Азия. Наречен е на етническата група тохари, които през II век завладяват Гръко-бактрийското царство. Наименованието Тохаристан започва да се използва през IV век, заменяйки по-ранното име на областта – Бактрия.